# Gerasdorf bei Wien
Gerasdorf bei Wien là một đô thị thuộc huyện Korneuburg trong bang Niederösterreich, Áo.
Bản mẫu:Korneuburg